# Friedrich Cordes
Adolf Friedrich August Elimar Cordes (* 6. Januar 1881 in Neuölsburg; † 7. Dezember 1949 in Oldenburg (Oldb.)), war ein deutscher Diplomingenieur und Direktor der Höheren Technischen Lehranstalt für Hoch- und Tiefbau Wuppertal-Barmen und Staatlichen Ingenieurschule, Fachschule für Maschinenbau Wuppertal.

## Familie
Cordes war ein Sohn des Adolf Wilhelm Cordes, Lehrer in Neuölsburg, und seiner Ehefrau Adele Friederike Johanne, geb. Lammers. Aus seiner am 26. September 1908 geschlossenen Ehe mit Erna Cäcilie, geb. Fischer, entstammt eine Tochter. Im Jahr 1942 heiratete der Witwer in Oldenburg Martha Carla Augusta, geb. Dünne.

## Ausbildung und Beruf
Cordes besuchte von 1887 bis 1894 die Volksschule in Neuölsburg und wechselte dann auf die Realschule in Wolfenbüttel, die er 1897 mit der Sekundarreife abschloss. Nach drei Jahren auf der Oberrealschule erwarb er am 23. März 1900 die Hochschulreife. Die anschließend aufgenommene Schlosserlehre in den Werkstätten der Ilseder Hütte brach er noch im selben Jahr ab, um an der Technischen Hochschule Braunschweig ein Studium der Ingenieurwissenschaften aufzunehmen. Die Diplomprüfung legte Cordes am 8. Mai 1905 mit Erfolg ab. Bereits während seines Studiums hatte Cordes Praktika sich auf den Wasserbau spezialisiert und an den Kaiserliche Werften Kiel und Wilhelmshaven absolviert. Seine erste Anstellung als Diplomingenieur trat er am 4. Oktober 1906 folgerichtig bei der Wasserbaudirektion der Hansestadt Hamburg an um sich dort zum höheren Staatsbaubeamten ausbilden zu lassen. Dort war er ab 1908 federführend für einzelne Projekte des Brücken- und Hafenbaus der tätig, wurde jedoch entgegen seinen Erwartungen nicht verbeamtet, so dass er zum 1. April 1912 in den preußischen Baugewerkschuldienst eintrat. Er wurde zunächst probeweise an der Baugewerkschule Hildesheim eingesetzt und erhielt dort am 26. März 1915 eine Planstelle als Studienrat. Cordes war von 1934 bis mindestens 1942 Oberstudiendirektor und Leiter der Höheren Technischen Lehranstalt für Hoch- und Tiefbau Wuppertal-Barmen.

## Militärdienst
Vom 2. Oktober 1905 bis 30. September 1906 leistete Cordes seinen Dienst als Einjährig-Freiwilliger beim Westfälischen Jäger-Bataillon Nr. 7 in Bückeburg. Nach Teilnahme an mehreren Übungen wurde er zum Vizefeldwebel der Reserve befördert. Mit der Mobilmachung anlässlich des Ersten Weltkriegs wurde Cordes am 3. August 1914 zum Westfälischen Jäger-Bataillon Nr. 7 eingezogen und im Kriegsverlauf in verschiedenen Einheiten eingesetzt. Während seiner Dienstzeit wurde er mit dem Eisernen Kreuz 2. Klasse, dem Ehrenkreuz II. Klasse des Lippischen Hausordens, dem Herzoglich Braunschweigischen Kriegsverdienstkreuz 2. Klasse, dem Großherzoglich Oldenburgischen Friedrich-August-Kreuz 2. Klasse und dem Verwundetenabzeichen ausgezeichnet. Bei seiner Entlassung 30. November 1918 war er Leutnant der Reserve.

## Schriften
- Wasserbau. Bautechnische Lehrhefte für den Unterricht an Baugewerkschulen und für die Praxis, Heft 3, 2. Verbesserte Auflage, Dr. Max Jänecke Verlagsbuchhandlung, Leipzig 1930.